# Montigné-lès-Rairies
Montigné-lès-Rairies is een gemeente in het Franse departement Maine-et-Loire (regio Pays de la Loire) en telt 350 inwoners (1999). De plaats maakt deel uit van het arrondissement Angers.

## Geografie
De oppervlakte van Montigné-lès-Rairies bedraagt 8,9 km², de bevolkingsdichtheid is 39,3 inwoners per km².
De onderstaande kaart toont de ligging van Montigné-lès-Rairies met de belangrijkste infrastructuur en aangrenzende gemeenten.

## Demografie
Onderstaande figuur toont het verloop van het inwonertal (bron: INSEE-tellingen).